# Carex excelsa
Carex excelsa är en halvgräsart som beskrevs av Eduard Friedrich Poeppig och Carl Sigismund Kunth. Carex excelsa ingår i släktet starrar, och familjen halvgräs. Inga underarter finns listade i Catalogue of Life.